# (73664) 1981 EE34
(73664) 1981 EE34 – planetoida z pasa głównego asteroid okrążająca Słońce w ciągu 3,68 lat w średniej odległości 2,38 j.a. Odkryta 1 marca 1981 roku.